# Catigbian
Catigbian es un municipio filipino de cuarta clase, perteneciente a la provincia de Bohol, en las Bisayas Centrales.

## Historia
Fue anejo de Calape, pero en el año 1848 formó una jurisdicción separada. El lugar, por entonces perteneciente a la provincia de Cebú, tenía contabilizada una población de 2206 habitantes, repartidos en 403 casas. Aparece descrito en el primer volumen del Diccionario geográfico, estadístico, histórico de las Islas Filipinas (1850) de Manuel Buzeta Núñez y Felipe Bravo con las siguientes palabras:

CATIGBIAN: pueblo con cura y gobernadorcillo, en la isla de Bohol, prov. y dióc. de Cebú: se halla sit. en la costa occidental de la isla, á corta dist. del mar; disfruta de buenas vistas, y le combaten todos los vientos, y el clima, aunque cálido, es saludable. Este pueblo fué anejo de Calape hasta el año de 1848, en que se separó para formar jurisd. especial. Tiene en la actualidad como unas 403 casas, en general de sencilla construccion, distinguiéndose solo la casa parroquial y la llamada tribunal; hay cárcel, y escuela de primeras letras, dotada de los fondos de comunidad, á la que concurren muchos niños de ambos sexos; é igl. parr. de mediana fabrica, servida por un cura regular. Próximo á esta se halla el cementerio, que ademas de su buena situacion, es capaz y ventilado. Comunícase este pueblo con sus limítrofes por medio de caminos regulares, y recibe la correspondencia de la cabecera de la prov. en dias indeterminados. El term. se estiende mucho por la banda de S. E. de la isla y confian con su limítrofe Calape. El terreno es de bastante buena calidad, y participa de monte y llano; hallándose en lo que comprende aquella parte, mucoh arbolado de madera de construccion, caza mayor y menor, y multitud de abejas que depositan cera en las quebradas y troncos de los árboles. prod. arroz, abacá, algodon, cacao, café, pimienta, y todos los frutos propios de aquellas islas; pero los naturales se dedican por lo comun al cultivo de los cuatro primeros articulos. ind.: la agrícola, que es la principal ocupacion de sus naturales, la pesca, con particularidad del balate, que constituye un importante ramo de comercio, y la elaboracion de telas de abacá, algodon y seda, cuyos tejidos son muy apreciados por su solidez. pobl., 2,206 alm., 331 ½ trib., que ascienden á 3,315 rs. plata, equivalentes á 8,242 ½ rs. vn.
(Buzeta y Bravo, 1850, p. 528)

En 2020, tenía censados 23 805 habitantes.